# Christina Robinson
Christina Robinson nasceu em 2 de Agosto de 1997 nos Estados Unidos da América. Atriz que interpreta Astor Bennett no seriado de TV Dexter, produzido pelo canal de tv Showtime. Ela tem uma irmã Gêmea chamada Courtney Robinson que também é atriz.

## Carreira
Como se destacou no papel de Astor Bennett no seriado Dexter transmitido no canal de TV à cabo Showtime, recebeu dois Young Artists Awards como melhor performance para jovem atriz em um seriado de TV  de 2008 e 2009. Ela também tem feito um trabalho de teatro e já atuou em vários comerciais, incluindo o comercial de TV de um Mc'Donalds. Ela participou da premiação cuidado de Universal Studios, Hollywood de 2007.

## Filmografia
| Ano       | Filme/Show                 | Papel              | Notas |
| --------- | -------------------------- | ------------------ | --- |
| 2006–2012 | Dexter                     | Astor Bennett      | 47 episódios Indicado - Screen Actors Guild Award por Melhor Performance de Elenco em Série Dramática (2009, 2010) Nomeado - Young Artist Award para Melhor Performance em Série de TV - Retornado Atriz Young (2008, 2009, 2011) |
| 2007      | Arctic Tale                | Kid in End Credits | |
| 2009      | Little Miss Badass         | Dark Dionne        | |
| 2009      | Narcissus Dreams           | Melissa            | |
| 2010      | Equestrian Sexual Response | Alice              | Nomeado para o Young Artist Award para Melhor Performance em um curta-metragem como Atriz Jovem |
| 2010      | Simon                      | Abby               | |